# Apple A10
L'Apple A10 Fusion és un sistema basat en ARM de 64 bits en un xip (SoC), dissenyat per Apple Inc. i fabricat per TSMC. Va aparèixer per primera vegada a l'iPhone 7 i 7 Plus que es van presentar el 7 de setembre de 2016, i s'utilitza a l'iPad de sisena generació, l'iPad de setena generació i l'iPod Touch de setena generació. L'A10 és el primer SoC de quatre nuclis dissenyat per Apple, amb dos nuclis d'alt rendiment i dos nuclis eficients energèticament. Apple afirma que té un 40% més de rendiment de la CPU i un 50% més de rendiment gràfic en comparació amb el seu predecessor, l'Apple A9. El xip Apple T2 es basa en l'A10. El 10 de maig de 2022, l'iPod Touch de 7a generació es va suspendre, posant fi a la producció de xips A10 Fusion. Les últimes actualitzacions de programari per a l'iPhone 7 i 7 Plus, inclosos els sistemes de variants de 7a generació de l'iPod Touch que utilitzen aquest xip són iOS 15.7.9, llançat l'11 de setembre de 2023, ja que es van suspendre amb el llançament d'iOS 16 el 2022, mentre que les actualitzacions per a els sistemes de variants de l'iPad (6a i 7a generació) que utilitzen aquest xip encara són compatibles.

## Disseny
L'A10 (internament, T8010) està construït sobre procès FinFET TSMC de 16 nm i conté 3.280 milions de transistors (incloent la GPU i la memòria cau) amb una mida de matriu de 125 mm². Compta amb dos nuclis ARMv8-A de 64 bits a 2.34 GHz dissenyats per Apple anomenats Hurricane, cadascun amb una mida de matriu de 4,18 mm². Com a primer SoC de quatre nuclis produït per Apple, té dos nuclis d'alt rendiment dissenyats per a tasques exigents com els jocs, alhora que inclou dos nuclis de 64 bits a 1.05 GHz dissenyats per Apple d'eficiència energètica i amb el nom en codi Zephyr de 0,78 mm² per a tasques normals en una configuració similar a la tecnologia ARM gran.PETIT.
A diferència de la majoria de les implementacions de big. LITTLE, com ara el Snapdragon 820 o l'Exynos 8890, només un tipus de nucli pot estar actiu alhora, els nuclis d'alt rendiment o de baix consum, però no tots dos. Així, l'A10 Fusion apareix al programari i als punts de referència com un xip de doble nucli. Apple afirma que els nuclis d'alt rendiment són un 40% més ràpids que l'anterior processador A9 d'Apple i que els dos nuclis d'alta eficiència consumeixen el 20% de la potència dels nuclis d'alt rendiment Hurricane; s'utilitzen quan es realitzen tasques senzilles, com ara comprovar el correu electrònic. Un nou controlador de rendiment decideix en temps real quin parell de nuclis s'ha d'executar per a una tasca determinada per optimitzar el rendiment o la durada de la bateria. L'A10 té una memòria cau L1 de 64 KB per a dades i 64 KB per a instruccions, una memòria cau L2 de 3 MB compartit per ambdós nuclis, i un 4 MB Memòria cau L3 que dona servei a tot el SoC.
La nova GPU de 6 nuclis a 900 MHz integrada al xip A10 és un 50% més ràpida mentre consumeix el 66% de la potència del seu predecessor A9. Una anàlisi addicional ha suggerit que Apple ha mantingut el GT7600 utilitzat a l'Apple A9, però ha substituït parts de la GPU basada en PowerVR amb els seus propis dissenys propietaris. Sembla que aquests canvis utilitzen números de punt flotant de mitja precisió inferiors, que permeten un major rendiment i un menor consum d'energia.
Incrustat a l'A10 hi ha el coprocessador de moviment M10. L'A10 també inclou un nou processador d'imatge que Apple diu que té el doble de rendiment que el processador d'imatge anterior.
L'A10 té suport de codificació de còdec de vídeo per a HEVC i H.264. Compta amb suport de descodificació per a HEVC, H.264, MPEG-4 Part 2 i Motion JPEG.
L'A10 s'envasa en un nou embalatge InFO de TSMC que redueix l'alçada del paquet. En el mateix paquet també hi ha quatre xips RAM LPDDR4 que integren 2 GB de RAM a l'iPhone 7, l'iPad 6a generació i l'iPod touch 7a generació o 3 GB a l'iPhone 7 Plus i l'iPad 7a generació.

## Productes que inclouen l'Apple A10 Fusion
- iPhone 7 i 7 Plus
- iPad (6a generació) i iPad (7a generació)
- iPod touch (7a generació)